# De Larrey
De Larrey is een oorspronkelijk Frans geslacht waarvan leden sinds 1823 tot de Nederlandse adel behoren en dat in 1848 uitstierf.

## Geschiedenis
De stamreeks begint met Robert de Larrey die in 1560 commandant van Harfleur was. Zijn zoon Jean, luitenant-generaal in 1635, werd in 1596 door koning Hendrik IV van Frankrijk verheven in de adelstand. Diens achterkleinzoon Henri de Larrey (1675-1758) werd door keizer Karel VI verheven tot des H.R.Rijksgraaf; hij trad in Statendienst en was laatstelijk generaal-majoor.
Een zoon van de laatste was Thomas Isaac des H.R.Rijksgraaf de Larrey (1703-1795) die in dienst was van de graaf en gravin von Aldenburg, heer/vrouwe van Varel en Kniphausen en die geregeld optrad in de historische romans uit 1978 en 1981 van Hella Haasse over Charlotte Sophie van Aldenburg, haar man Willem Bentinck (1704-1774) en de familie (van Aldenburg) Bentinck.
Op 22 en 24 november 1823 werden drie leden van het geslacht ingelijfd in de Nederlandse adel met de titel van graaf op allen; in 1848 stierf het geslacht in Nederland uit.
D'Aubremé † ·
Bentinck † ·
Van den Bosch ·
De Borchgrave d'Altena ·
Van Bylandt ·
Du Chastel de la Howarderie † ·
Van Gronsfeld Diepenbrock † ·
Dumonceau ·
Van der Duyn † ·
Festetics de Tolna ·
De Ficquelmont † ·
De Geloes ·
Van der Goltz † ·
Van Heerdt † ·
Van Heiden † ·
De Hochepied ·
Van Hoensbroeck ·
Van Hogendorp · 
Von Hompesch-Rürich † · 
De Larrey † ·
Van Limburg Stirum · 
Van Lynden ·
De Marchant et d'Ansembourg ·
Van Nassau la Lecq † ·
De Norman d'Audenhove ·
Von Oberndorff ·
Van Oranje-Nassau van Amsberg · 
De Perponcher Sedlnitsky ·
Von Quadt ·
Van Randwijck ·
Von Ranzow ·
Van Rechteren ·
Van Reede † ·
Van Renesse † · 
De Riquet de Caraman ·
Schimmelpenninck ·
Zu Stolberg-Stolberg ·
Van Wassenaer † ·
Wolff Metternich † ·
Van Zuylen van Nijevelt

Geslachten die tot de adel van het Koninkrijk der Nederlanden behoren of hebben behoord. Lijst volgens opgave van de Hoge Raad van Adel. †: Geslacht uitgestorven of titel vervallen.